# Accord de libre-échange entre la Tunisie et l'AELE
L'accord de libre-échange entre la Tunisie et l'AELE est un accord de libre-échange signé le 17 décembre 2004 et entré en application le 1er juin 2005. L'accord porte sur une réduction des droits de douane sur les produits industriels ainsi que certains produits de la pêche, les denrées agricoles faisant elles l'objet d'accord avec les membres de l'AELE. L'accord en outre comprend des mesures sur le droit intellectuel, la protection des investissements étrangers, les marchés publics, etc.